# Enzootie

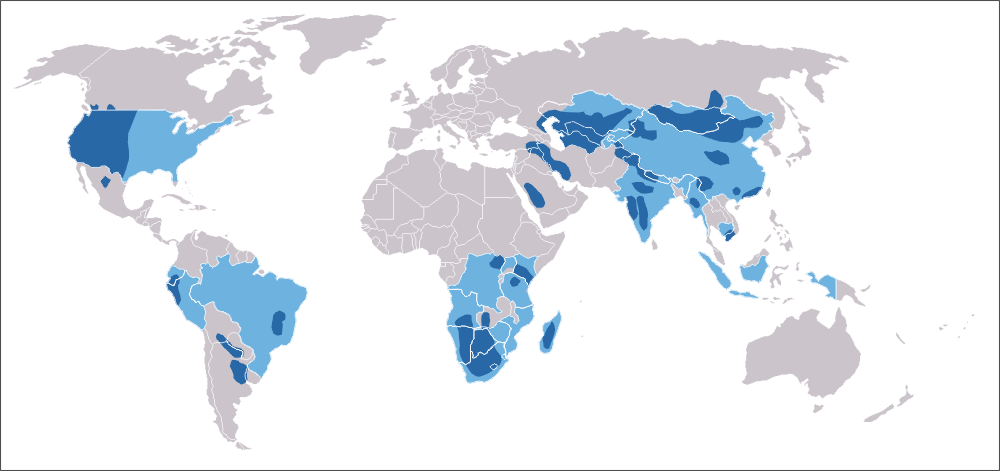
La peste dans le monde (1970-1998). En bleu foncé, foyers enzootiques. En bleu clair, cas humains signalés de peste.

Enzootie et endémie animale désignent la présence habituelle d'une maladie chez une ou plusieurs espèces animales dans une région géographique donnée, soit de façon permanente, soit selon des périodes déterminées.
Par exemple, dans le cas de la peste, un foyer enzootique est une région où la bactérie de la peste circule à bas bruit dans une population initiale de rongeurs résistants. Ce foyer enzootique peut donner lieu à une épizootie (épidémie animale) frappant des rongeurs sensibles.
Toujours dans le cas de la peste, la survenue d'épizootie en foyer enzootique s'expliquerait par des perturbations naturelles (tremblement de terre, inondations, sècheresse...) ou d'origine humaine (agriculture, déforestation, guerre...) modifiant l'équilibre des populations de rongeurs sauvages et péri-domestiques.